# Bazyla
Bazyla, Bazylia – imię żeńskie pochodzenia greckiego. Pochodzi ono od przymiotnika utworzonego od rzeczownika basileus – „król, wódz, cesarz”. Oznacza więc „królewska”.
Formy męskie: Bazyli, Bazyliusz
Bazyla, Bazylia imieniny obchodzi 2 stycznia, 20 maja i 22 września.

## Osoby noszące to imię
- Wasiliki Arwaniti – grecka siatkarka
- Wasiliki Maliaros – grecka aktorka